# Вайдлингер, Гюнтер
Гю́нтер Ва́йдлингер (нем. Günther Weidlinger, род. 5 апреля 1978, Браунау-ам-Инн, Австрия) — австрийский легкоатлет-стайер. На Олимпиаде 2000 года занял 8-е место в беге на 3000 метров с препятствиями. На Олимпийских играх 2004 года выступал в беге на 5000 метров, но не смог пробиться в финал. На Олимпиаде 2008 года занял 28-е место в беге на 10 000 метров. На Олимпийских играх 2012 года не смог финишировать на марафонской дистанции. Победитель пробега Great Manchester Run 2008 года.
За спортивную карьеру 39 раз становился чемпионом Австрии. На дистанции 1500 метров (1999 и 2000), 5000 метров (2004, 2005, 2007 и 2008), 10 000 метров (2003-2005 и 2007), 10 км по шоссе (2005, 2006, 2009 и 2010), полумарафон (2010), кросс на короткой дистанции  (1998 и 2000-2006), кросс на длинной дистанции (2001, 2003 и 2005-2008), эстафета 3×1000 метров (2000-2002 и 2005),  3000 метров с препятствиями (1997-1999, 2003, 2006 и 2007).

## Личные рекорды
- 3000 метров с/п — 8.10,83 NR
- 5000 метров — 13.13,44 NR
- 10 000 метров — 27.36,46 NR
- Полумарафон — 1:01.42 NR
- Марафон — 2:10.47 NR